# Trumslagaren 15

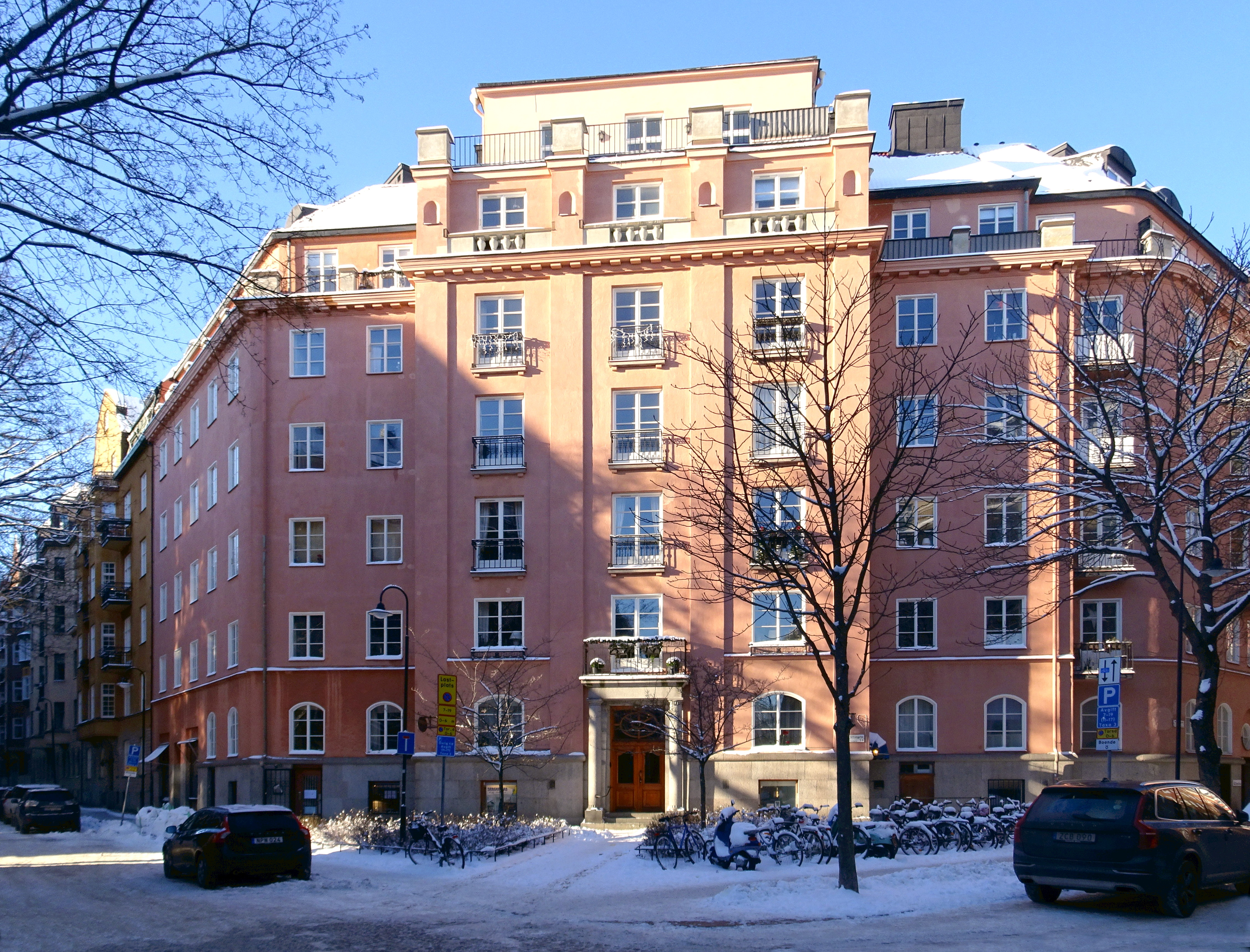
Trumslagaren 15, vy från öster, januari 2021.

Trumslagaren 15 är en kulturhistoriskt värdefull bostadsfastighet i kvarteret Trumslagaren vid hörnet Lützengatan 9 / Wittstocksgatan 6 på Östermalm i Stockholm. Byggnaden är grönmärkt av Stadsmuseet i Stockholm vilket innebär att den bedöms vara "särskilt värdefulla från historisk, kulturhistorisk, miljömässig eller konstnärlig synpunkt".

## Historik

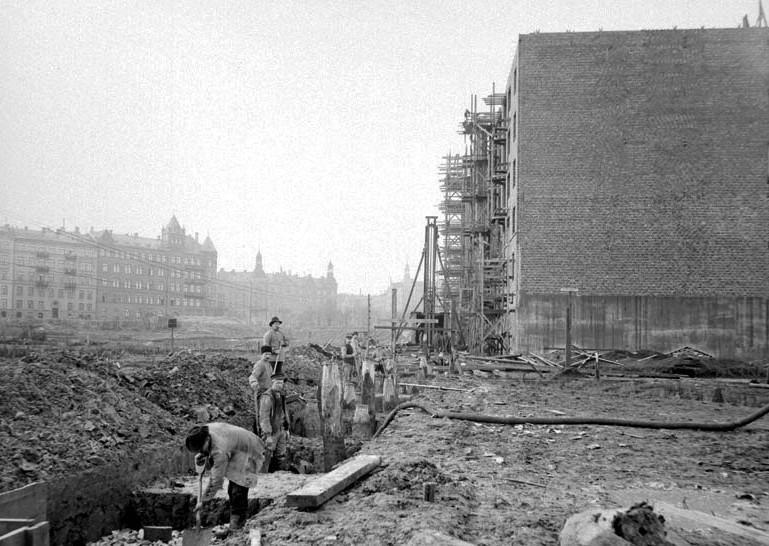
Byggarbeten på Lützengatan och kvarteret Trumslagaren 1913.

Trumslagaren 15 utgör den östra avslutningen av kvarteret Trumslagaren. Enligt stadsplanen för norra Karlaplan, upprättad 1911 av stadsplanearkitekten Per-Olof Hallman, utlades fastigheten Trumslagaren 15 och pendangen Djursborg 13 i kvarteret Djursborg som ”kvartersmark för monumentalbyggnader”. De fungerar båda som fondbyggnader för Östermalmsgatan mot öster respektive Wittstocksgatan mot väster, vilket ger dem, enligt Stadsmuseets byggnadsinventering för Östermalm från 1986, en ”mycket speciell roll i gatubilden”. I de båda gatornas förlängning reser sig Engelbrektskyrkan i väster och Gustav Adolfskyrkan i öster. Genom att tomten framför Trumslagaren 15 är avskuren mot öster bildades en mindre plats där Wittstocksgatan ändrar riktning och möter Lützengatan och Tysta gatan. 
Byggarbetena i kvarteret började redan innan 1913 men fördröjdes av första världskriget. För flera fastigheter, bland dem Trumslagaren 11 och Trumslagaren 15, kom byggnationen igång först några år in på 1920-talet. På ett fotografi från 1913 syns byggarbeten på Lützengatan och på kvarteret Trumslagaren med den fortfarande obebyggda tomten för Trumslagaren 15 i förgrunden och den nyss uppförda brandgaveln för Trumslagaren 3 (Lützengatan 7) i bakgrunden.

## Byggnaden

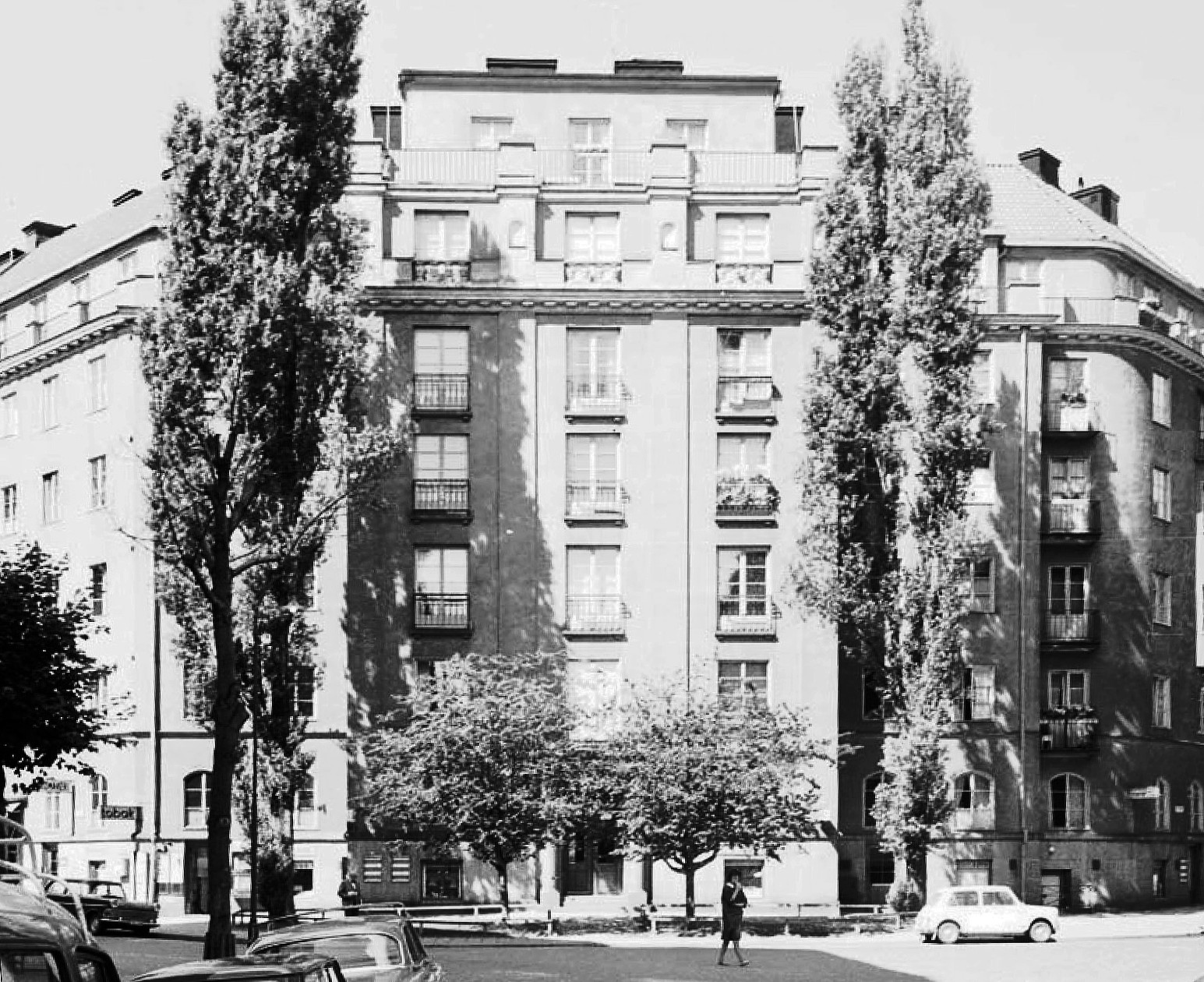
Trumslagaren 15, 1962.

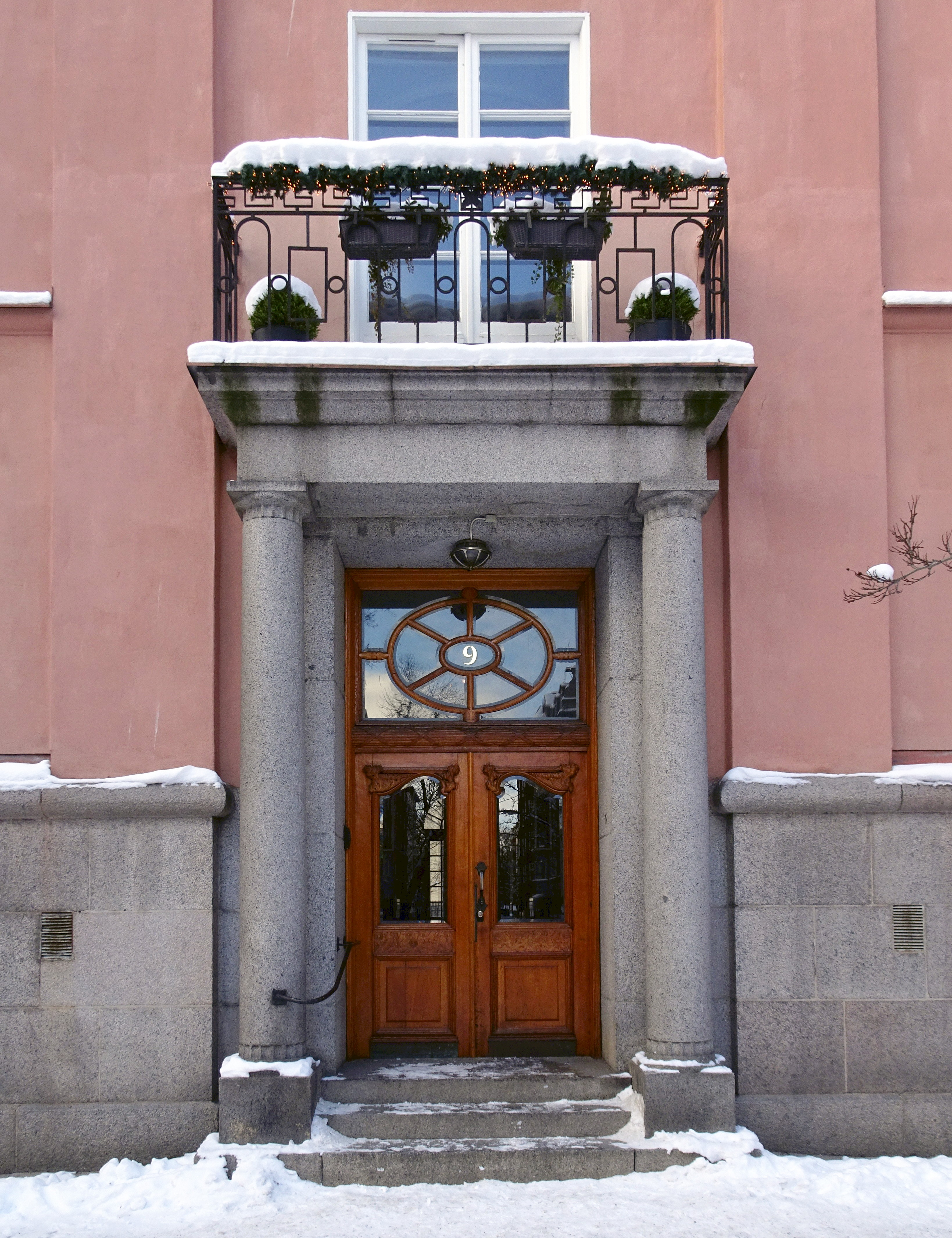
Entréportalen.

Trumslagaren 15 ritades av arkitekt Albin Stark i 1920-tals klassicistisk stil, byggherre och byggmästare var Granit & Beton AB som förvärvat tomten från kronan. För konstruktionen stod Looström & Gelin. Byggnaden stod färdig 1925.
Huset uppfördes med sex våningar samt en övre och undre källare. Mittenpartiet utformades som risalit, tre fönsteraxlar brett och fem våningar högt. Den sjätte våningen är något indragen och markeras av en balustrad. Däröver höjer sig som ett mindre torn ytterligare en våning med tre fönster. Risaliten accentueras av fyra höga pilasterliknande vertikala band och en central placerad portal som omges av granitkolonner vilka bär upp en altan med smidesräcke. Fasaderna är slätputsade och avfärgade i gammelrosa kulör. Sockeln består av granit som avslutas upptill av en kraftig vulst.
Via en glasad och skulpterad ekport når man entréhallen. Här är golvet belagt med polerad kalksten. Längre in i huset finns en åttkantig hall som utgör korsningen mellan entréhallens korridor och korridorerna som leder till höger och vänster till husets båda trapphus. Rakt fram finns en gång till bakgården. Hallens väggar dekoreras av ramverk och reliefer i klassicerande stil. 
De ursprungliga lägenhetsstorlekarna var två, tre och fyra rum och kök med bad och hall. De större lägenheterna hade dessutom serveringsrum samt en eller två jungfrurum för tjänstefolket. I källarvåningen inrättades ett garage som nåddes via en ramp från Wittstocksgatan 6. I övre källaren anordnades butiker. Fastigheten ägs inte av bostadsrättsföreningen Trumspelaren 15 som bildades 1988, utan av en privat värd. Huset är ett hyreshus.

## Bilder

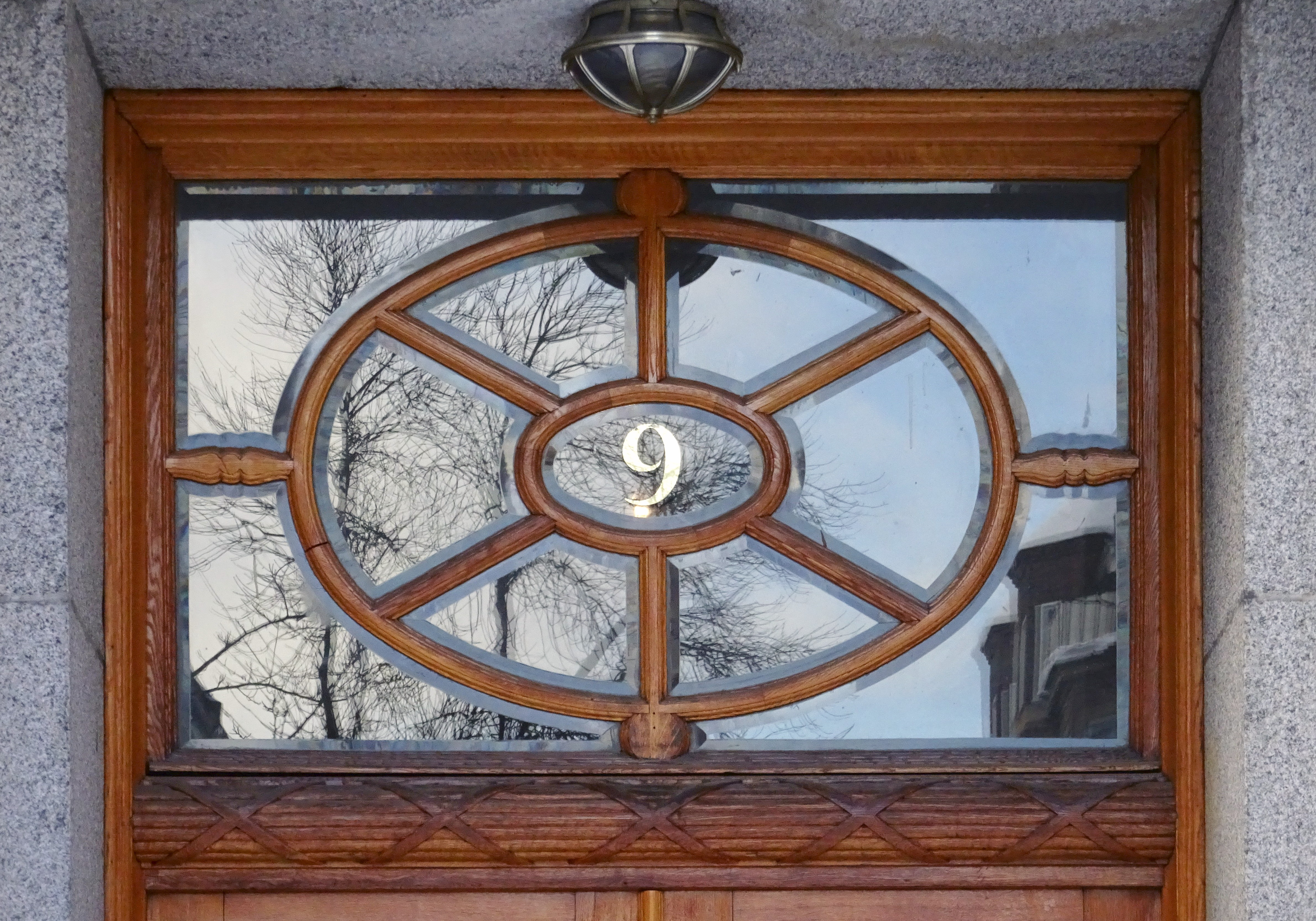
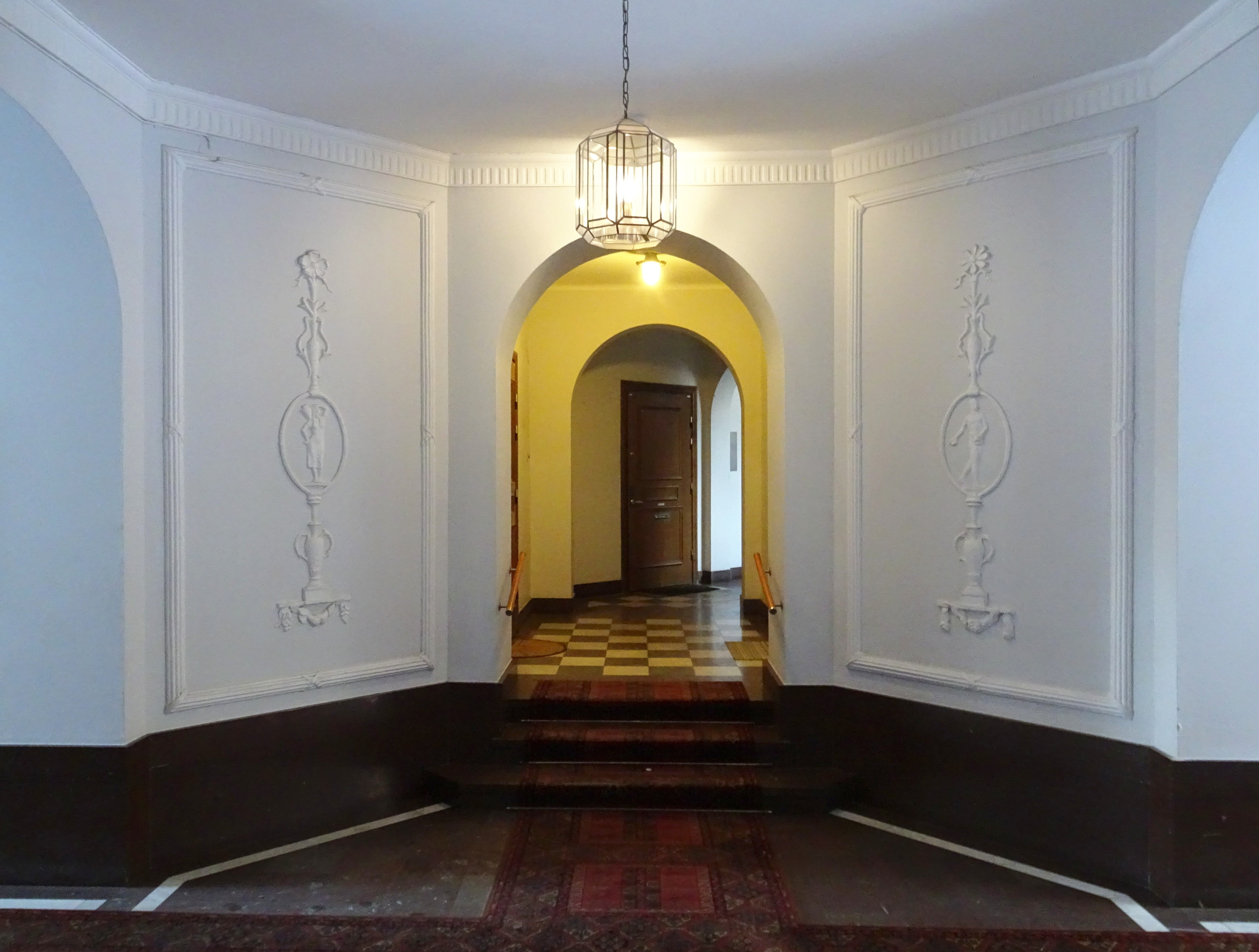
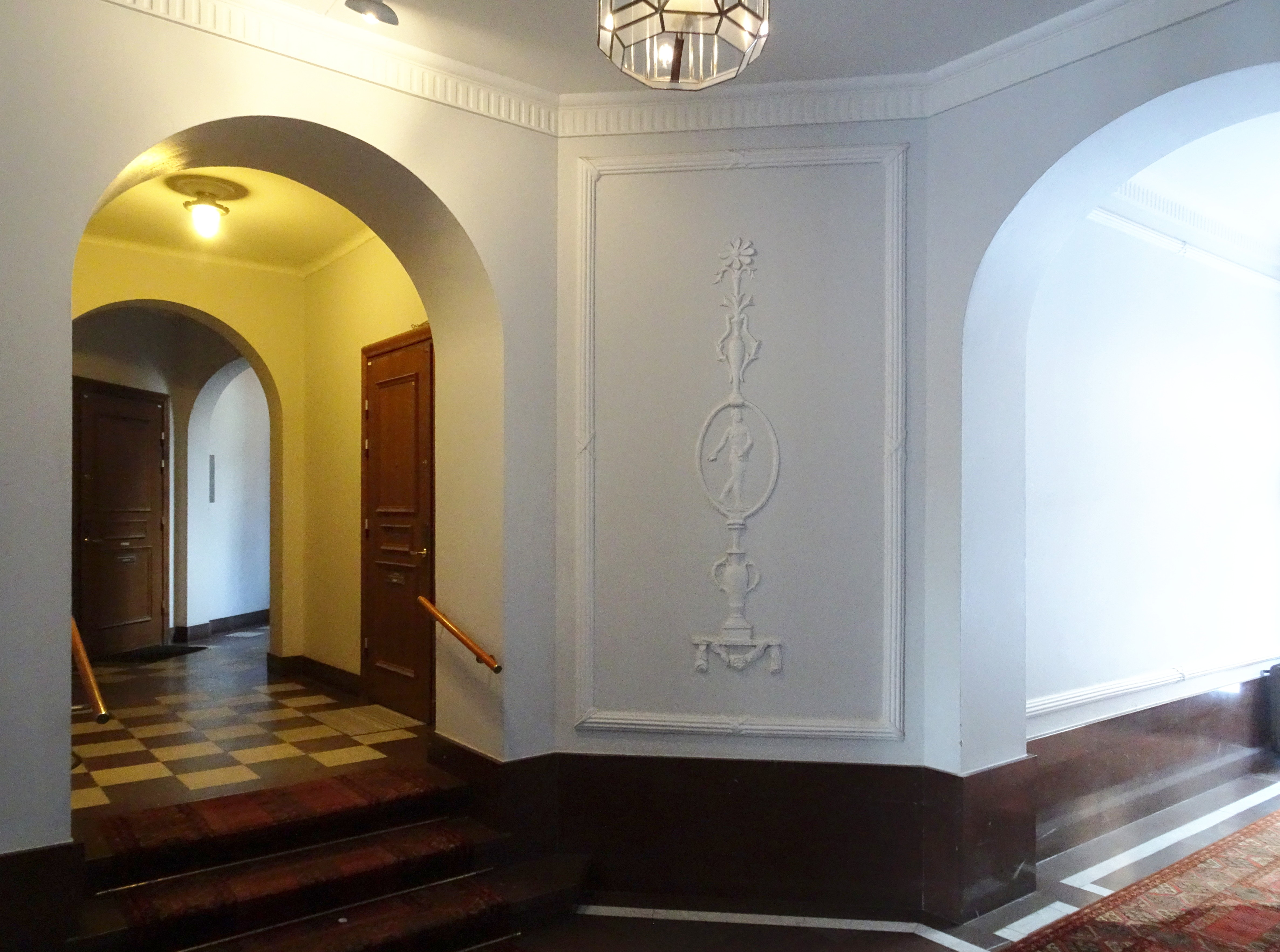
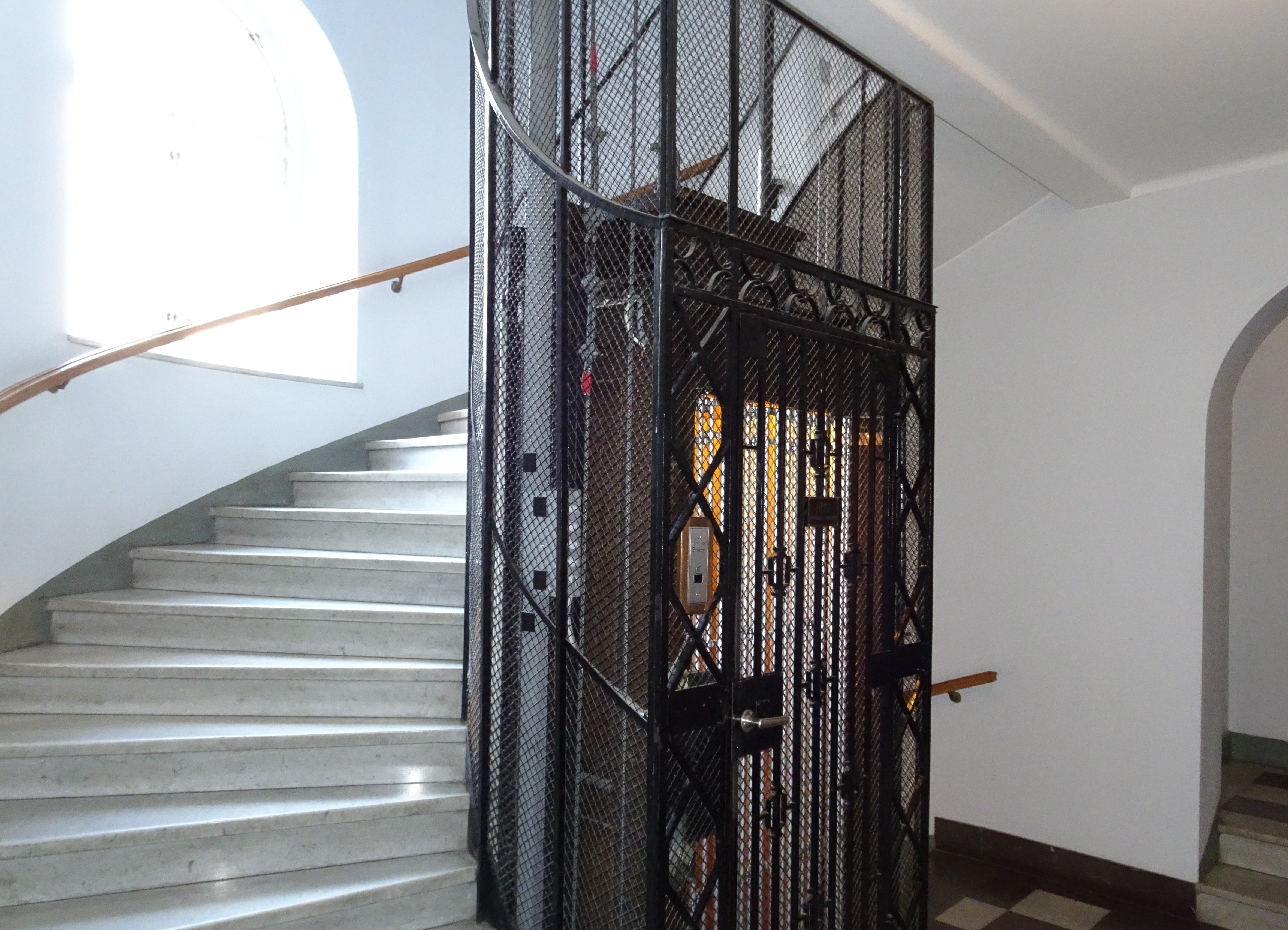